# Saiko Takahashi
Saiko Takahashi (高橋 彩子 Takahashi Saiko?,  nacido el 11 de abril de 1976 en Osaka) es una exfutbolista japonesa que jugaba como centrocampista.
En 2005, Takahashi jugó 2 veces para la selección femenina de fútbol de Japón.

## Trayectoria

### Clubes
| Club                          | País  | Año         |
| ----------------------------- | ----- | ----------- |
| Nikko Securities Dream Ladies | Japón | 1995 - 1998 |
| OKI FC Winds                  | Japón | 1999        |
| Urawa Reds                    | Japón | 2000 - 2009 |

### Selección nacional
| Selección | País  | Año  |
| --------- | ----- | ---- |
| Absoluta  | Japón | 2005 |

## Estadística de equipo nacional
| Selección femenina de fútbol de Japón | Selección femenina de fútbol de Japón | Selección femenina de fútbol de Japón |
| Año                                   | Partidos                              | Goles                                 |
| ------------------------------------- | ------------------------------------- | ------------------------------------- |
| 2005                                  | 2                                     | 0                                     |
| Total                                 | 2                                     | 0                                     |